# Старе Замостя (гміна)
Гміна Старе Замостя, або Старий Замосць (пол. Gmina Stary Zamość) — сільська гміна у східній Польщі. Належить до Замойського повіту Люблінського воєводства.
Станом на 31 грудня 2011 у гміні проживало 5413 осіб.

## Площа
Згідно з даними за 2007 рік площа гміни становила 97.19 км², у тому числі:
- орні землі: 75.00 %
- ліси: 19.00 %

Таким чином, площа гміни становить 5.19 % площі повіту.

## Населення
Станом на 31 грудня 2011:
| Опис     | Загалом | Загалом | Чоловіки | Чоловіки | Жінки | Жінки |
| -------- | ------- | ------- | -------- | -------- | ----- | ----- |
| одиниця  | осіб    | %       | осіб     | %        | осіб  | %     |
| все      | 5413    | 100     | 2685     | 49.60    | 2728  | 50.40 |
| міське   | 0       | 100     | 0        |          | 0     |       |
| сільське | 5413    | 100     | 2685     | 49.60    | 2728  | 50.40 |

## Сусідні гміни
Гміна Старе Замостя межує з такими гмінами: Ізбиця, Неліш, Скербешів, Замостя.